# 前323年
| 千纪： | 前1千纪 |
| 世纪： | 前5世纪 \| 前4世纪 \| 前3世纪 |
| 年代： | 前350年代 \| 前340年代 \| 前330年代 \| 前320年代 \| 前310年代 \| 前300年代 \| 前290年代                                                                                    |
| 年份： | 前328年 \| 前327年 \| 前326年 \| 前325年 \| 前324年 \| 前323年 \| 前322年 \| 前321年 \| 前320年 \| 前319年 \| 前318年                                                      |
| 纪年： | 周顯王四十六年 魯景公二十一年 齊威王三十四年 趙武靈王三年 魏惠王後十二年 韓宣惠王十年 秦惠文王二年 楚懷王六年 宋康王六年 衛嗣君十二年 燕易王十年 越王無彊二十年 中山王五年 |

## 大事记
- 秦張儀與齊、楚之相會於嚙桑。
- 魏人公孫衍發起了魏、韓、趙、燕、中山「五國相王」之事，來對抗秦、齊、楚等大國。
- 韓宣惠王、燕易王稱王。
- 桑丘之戰，此戰役為秦國商鞅變法以來首次與齊國正面交鋒的戰役，秦國本打算藉著勝魏解楚的威勢趁勝擴大戰果，向韓、魏二國借道攻齊以挫敗齊國，卻反被齊國打敗，於是秦國派遣使者以「西藩之臣」的身份向齊國賠罪。
- 巴比倫分封協議，亞歷山大大帝死後由他手下眾將領們協定如何瓜分他遺留下的大片疆土。
- 希臘雅典與其希臘本土盟友埃托利亞人、福基斯人、洛克利斯人等，發動聯合反抗馬其頓帝國統治及馬其頓歐洲統帥安提帕特的拉米亞戰爭。

## 出生
- 亚历山大四世 (马其顿)--马其顿王国亚历山大大帝与巴克特里亚公主罗克珊娜所生的儿子，阿吉德王朝最后一任国王。

## 逝世
- 6月10日--亚历山大大帝，马其顿王国的国王 (前356年出生)。
- 锡诺普的第欧根尼（古希腊哲学家，生于前412年）
- 墨勒阿革洛斯，亚历山大大帝麾下将领。